# Johannes Schempp
Johannes Karl Schempp d. J. (* 15. Mai 1880 in Essen/Ruhr; † 23. April 1955 in Reutlingen) war ein deutscher freikirchlicher Pastor zur NS-Zeit. Er zählte zum Kreis um Carl Friedrich Goerdeler.
Schempp war Direktor des Predigerseminars der Evangelischen Gemeinschaft (heute Evangelisch-methodistische Kirche).